# Neris
A Neris vagy Vilija (belarusz nyelven Ві́лія, lengyelül Wilia) folyó Fehéroroszországban és Litvániában. Fehérororszország északi részén ered, majd Nyugatra tartva áthalad Vilniuson,  és Litvánia déli részén Kaunasnál a Nyemanba torkollik, amelynek legfontosabb mellékvize. Hossza 510 kilométer.
276 kilométeren át Fehéroroszországban folyik, utána Litvánián keresztül.
A Neris összeköti a korábbi fővárost (Kernavė) a jelenlegivel (Vilnius). A folyó partjai mentén a pogány litvánok temetkezőhelyei találhatók. 
A teljes vízgyűjtő terület 25 100 km2, amelyből 10 920 km2 Fehéroroszország területén található.
Mellékfolyói Fehéroroszországban:
Naracs, Szervacs, Sztracsa, Ilija, Usa, Asmjanka
Mellékfolyói Litvániában: Verkė, Vilnia, Vokė, Bražuolė, Dūkšta, Musė, Laukysta, Lomena, Šventoji, Lokys, Šešuva, Saidė

## Fordítás
- Ez a szócikk részben vagy egészben  a   Neris című angol Wikipédia-szócikk ezen változatának fordításán alapul.  Az eredeti cikk szerkesztőit annak laptörténete sorolja fel. Ez a jelzés csupán a megfogalmazás eredetét és a szerzői jogokat jelzi, nem szolgál a cikkben szereplő információk forrásmegjelöléseként.